# سوزان ماير
سوزان ماير (بالإنجليزية: Susan Mayer)‏ هي إحدى شخصيات مسلسل ربات بيوت يائسات تقوم بأداء شخصيتها تيري هاتشر.

## السنة الأولى
في السنة الأولى سوزان ماير هي امرأة مطلقة تقوم بتربية ابنتها الوحيدة البالغة من العمر أربعة عشر سنة. دخلت في إحباط نفسي إثر طلاقها من كارل ماير وتربطها علاقة حميمية قصيرة المدى مع سمكري الحي مايك دلفينو.
تربط علاقة ندية بإيدي بريت التي تنافسها في العلاقات الغرامية والتي تحاول خطف الرجال منها. تقوم سوزان بإحراق بيت ايدي عن طريق الخطأ.

## السنة الثانية
تحدث عدة انفصالات وخيبات امل في حياة سوزان، وتقع قصة حب بينها وبين مايك دلفينو السباك، الذي تكتشف الكثير عنه، ثم يصدم في حادث سيارة ويدخل في غيبوبة، عندما كان ذاهباً ليطلب يدها ومعه خاتم الزواج.وأيضا كانت تحاول اكتشاف شخصية زوج مارى اليس بول يانغ للانها كانت تعتقد انه على علاقة باتحارها

## السنة الثالثة
يدخل مايك في غيبوبة، وتدخل سوزان في علاقة مع إنكليزي، وتبدأ علاقتهما طويلة المدى. لكن مايك يستيقظ من غيبوبته ويفقد ذاكرة سنتين، وايدي بريت كانت بجانبه عندما استيقظ. فتقوم بادخال معلومات خاطئة عن سوزان في عقله.
تعود سوزان لصديقها الإنكليزي، ثم يتذكر مايك كل شيء ويحاول العودة إليها، لكنها لا تقبل.
ثم يلتم شملهما ويتزوجان، حيث يواجه مشكلة المخدرات.

## السنة الرابعة
نتجب سوزان بصبي من مايك